# ماور قنديل
ماور قنديل (بالعبرية: מאור קנדיל‏) هو لاعب كرة قدم إسرائيلي في مركز ظهير ‏، ولد في 27 نوفمبر 1993 في تل أبيب في إسرائيل. لعب مع Hapoel Nir Ramat HaSharon F.C. ‏.

## وصلات خارجية
- ماور قنديل على موقع الاتحاد الدولي (مؤرشف)  (الإنجليزية)
- ماور قنديل على موقع الاتحاد الأوربي (الإنجليزية)
- ماور قنديل على موقع قاعدة بيانات كرة القدم.إي يو (الإنجليزية)
- ماور قنديل على موقع ناشيونال فوتبول تيمز (الإنجليزية)
- ماور قنديل على موقع Soccerway.com (الإنجليزية)
- ماور قنديل على موقع عالم كرة القدم.نت (الإنجليزية)